# Campeonato Pan-Pacífico de Natación de 2010
El XI Campeonato Pan-Pacífico de Natación se celebró en Irvine (Estados Unidos) entre el  18 y el 22 de agosto de 2010 bajo la organización de la Federación Internacional de Natación (FINA) y la Federación Estadounidense de Natación.
Las competiciones se realizaron en el Centro Acuático William Woollett Jr. de la ciudad estadounidense; las pruebas de aguas libres se disputaron en las aguas del Marine Stadium de Long Beach.

## Resultados en piscina

### Masculino
| Evento                    | Oro                                                                             | Plata                                                                            | Bronce                                                                            |
| ------------------------- | ------------------------------------------------------------------------------- | -------------------------------------------------------------------------------- | --------------------------------------------------------------------------------- |
| 50 m libre (21.08)        | Nathan Adrian Estados Unidos 21,55                                              | César Cielo · Brasil · 21,57                                                     | Brent Hayden · Canadá · 21,89                                                     |
| 100 m libre (19.08)       | Nathan Adrian Estados Unidos 48,15                                              | Brent Hayden · Canadá · 48,19                                                    | César Cielo · Brasil · 48,48                                                      |
| 200 m libre (18.08)       | Ryan Lochte Estados Unidos 1:45,30                                              | Park Tae-Hwan Corea del Sur 1:46,27                                              | Peter Vanderkaay Estados Unidos 1:46,65                                           |
| 400 m libre (20.08)       | Park Tae-Hwan Corea del Sur 3:44,73                                             | Ryan Cochrane · Canadá · 3:46,78                                                 | Zhang Lin China 3:46,91                                                           |
| 800 m libre (21.08)       | Ryan Cochrane · Canadá · 7:48,71                                                | Chad La Tourette Estados Unidos 7:51,62                                          | Takeshi Matsuda Japón 7:51,87                                                     |
| 1500 m libre (18.08)      | Ryan Cochrane · Canadá · 14:49,47                                               | Chad La Tourette Estados Unidos 14:54,48                                         | Zhang Lin China 14:58,90                                                          |
| 50 m espalda (19.08)      | Junya Koga Japón 24,86                                                          | Ashley Delaney Australia 24,98                                                   | Nick Thoman Estados Unidos 25,02                                                  |
| 100 m espalda (18.08)     | Aaron Peirsol Estados Unidos 53,31                                              | Junya Koga Japón 53,63                                                           | Ashley Delaney Australia 53,67                                                    |
| 200 m espalda (20.08)     | Ryan Lochte Estados Unidos 1:54,12                                              | Tyler Clary Estados Unidos 1:54,90                                               | Ryosuke Irie Japón 1:55,21                                                        |
| 50 m braza (20.08)        | Felipe Silva · Brasil · 27,26                                                   | Mark Gangloff Estados Unidos 27,52                                               | Scott Dickens · Canadá · 27,63                                                    |
| 100 m braza (19.08)       | Kosuke Kitajima Japón 59,35                                                     | Christian Sprenger Australia 1:00,18                                             | Mark Gangloff Estados Unidos 1:00,24                                              |
| 200 m braza (21.08)       | Kosuke Kitajima Japón 2,08,36                                                   | Brenton Rickard Australia 2,09,97                                                | Eric Shanteau Estados Unidos 2,10,13                                              |
| 50 m mariposa (18.08)     | César Cielo · Brasil · 23,03                                                    | Nicholas Santos · Brasil · 23,33                                                 | Roland Schoeman Sudáfrica 23,39                                                   |
| 100 m mariposa (20.08)    | Michael Phelps Estados Unidos 50,86                                             | Tyler McGill Estados Unidos 51,85                                                | Takuro Fujii Japón 52,12                                                          |
| 200 m mariposa (18.08)    | Michael Phelps Estados Unidos 1:54,11                                           | Nicholas D'Arcy Australia 1:54,73                                                | Takeshi Matsuda Japón 1:54,81                                                     |
| 200 m estilos (21.08)     | Ryan Lochte Estados Unidos 1:54,43                                              | Tyler Clary Estados Unidos 1:57,61                                               | Thiago Pereira · Brasil · 1:57,83                                                 |
| 400 m estilos (19.08)     | Ryan Lochte Estados Unidos 4:07,59                                              | Tyler Clary Estados Unidos 4:09,55                                               | Thiago Pereira · Brasil · 4:12,09                                                 |
| 4 × 100 m libre (20.08)   | Estados Unidos Michael Phelps Ryan Lochte Jason Lezak Nathan Adrian 3:11,74     | Australia Eamon Sullivan Kyle Richardson Cameron Prosser James Magnussen 3:14,30 | Sudáfrica Lyndon Ferns Gideon Louw Roland Schoeman Graeme Moore 3:15,93           |
| 4 × 200 m libre (19.08)   | Estados Unidos Michael Phelps Peter Vanderkaay Ricky Berens Ryan Lochte 7:03,84 | Japón Takeshi Matsuda Yuki Kobori Yoshihiro Okumura Sho Uchida 7:11,01           | Australia Thomas Fraser-Holmes Nicholas Ffrost Kenrick Monk Leith Brodie 7:11,05  |
| 4 × 100 m estilos (21.08) | Estados Unidos Aaron Peirsol Mark Gangloff Michael Phelps Nathan Adrian 3:32,48 | Japón Junya Koga Kosuke Kitajima Masayuki Kishida Takuro Fujii 3:33,90           | Australia Ashley Delaney Christian Sprenger Geoff Huegill Kyle Richardson 3:35,55 |

### Femenino
| Evento                    | Oro                                                                             | Plata                                                                      | Bronce                                                                                           |
| ------------------------- | ------------------------------------------------------------------------------- | -------------------------------------------------------------------------- | ------------------------------------------------------------------------------------------------ |
| 50 m libre (21.08)        | Jessica Hardy Estados Unidos 24,63                                              | Amanda Weir Estados Unidos 24,70                                           | Victoria Poon · Canadá · 24,76                                                                   |
| 100 m libre (19.08)       | Natalie Coughlin Estados Unidos 53,67                                           | Emily Seebohm Australia Dana Vollmer Estados Unidos 53,96                  | —                                                                                                |
| 200 m libre (18.08)       | Allison Schmitt Estados Unidos 1:56,10                                          | Morgan Scroggy Estados Unidos 1:57,13                                      | Blair Evans Australia 1:57,27                                                                    |
| 400 m libre (20.08)       | Chloe Sutton Estados Unidos 4:05,19                                             | Katie Goldman Australia 4:05,84                                            | Blair Evans Australia 4:06,36                                                                    |
| 800 m libre (18.08)       | Kate Ziegler Estados Unidos 8:21,59                                             | Chloe Sutton Estados Unidos 8:24,51                                        | Katie Goldman Australia 8:26,38                                                                  |
| 1500 m libre (21.08)      | Melissa Gorman Australia 16:01,53                                               | Kate Ziegler Estados Unidos 16:03,26                                       | Kristel Köbrich · Chile · 16:06,57                                                               |
| 50 m espalda (19.08)      | Sophie Edington Australia 27,83                                                 | Aya Terakawa Japón 28,04                                                   | Emily Thomas · Nueva Zelanda · Fabiola Molina · Brasil · Rachel Bootsma · Estados Unidos · 28,44 |
| 100 m espalda (18.08)     | Emily Seebohm Australia 59,45                                                   | Aya Terakawa Japón 59,59                                                   | Natalie Coughlin Estados Unidos 59,70                                                            |
| 200 m espalda (20.08)     | Elizabeth Beisel Estados Unidos 2:07,83                                         | Elizabeth Pelton Estados Unidos 2:08,10                                    | Belinda Hocking Australia 2:08,60                                                                |
| 50 m braza (20.08)        | Jessica Hardy Estados Unidos 30,03                                              | Leiston Pickett Australia 30,75                                            | Leisel Jones Australia 30,78                                                                     |
| 100 m braza (19.08)       | Rebecca Soni Estados Unidos 1:04,93                                             | Leisel Jones Australia 1:05,66                                             | Sarah Katsoulis Australia 1:07,04                                                                |
| 200 m braza (21.08)       | Rebecca Soni Estados Unidos 2:20,69                                             | Leisel Jones Australia 2:23,23                                             | Annamay Pierse · Canadá · 2:23,65                                                                |
| 50 m mariposa (18.08)     | Marieke Guehrer Australia 25,99                                                 | Emily Seebohm Australia 26,08                                              | Christine Magnuson Estados Unidos 26,33                                                          |
| 100 m mariposa (20.08)    | Dana Vollmer Estados Unidos 57,56                                               | Christine Magnuson Estados Unidos 57,95                                    | Alicia Coutts Australia 57,99                                                                    |
| 200 m mariposa (18.08)    | Jessicah Schipper Australia 2:06,90                                             | Teresa Crippen Estados Unidos 2:06,93                                      | Kathleen Hersey Estados Unidos 2:07,27                                                           |
| 200 m estilos (21.08)     | Emily Seebohm Australia 2:09,93                                                 | Ariana Kukors Estados Unidos 2:10,25                                       | Caitlin Leverenz Estados Unidos 2:11,21                                                          |
| 400 m estilos (19.08)     | Elizabeth Beisel Estados Unidos 4:34,69                                         | Samantha Hamill Australia 4:37,84                                          | Caitlin Leverenz Estados Unidos 4:38,03                                                          |
| 4 × 100 m libre (20.08)   | Estados Unidos Natalie Coughlin Jessica Hardy Amanda Weir Dana Vollmer 3:35,11  | Australia Yolane Kukla Emily Seebohm Alicia Coutts Felicity Galvez 3:38,06 | Canadá · Victoria Poon · Julia Wilkinson · Erica Morningstar · Geneviève Saumur · 3:38,14        |
| 4 × 200 m libre (19.08)   | Estados Unidos Dana Vollmer Morgan Scroggy Katie Hoff Allison Schmitt 7:51,21   | Australia Blair Evans Kylie Palmer Katie Goldman Meagen Nay 7:52,64        | Canadá · Geneviève Saumur · Julia Wilkinson · Barbara Jardin · Samantha Cheverton · 7:54,32      |
| 4 × 100 m estilos (21.08) | Estados Unidos Natalie Coughlin Rebecca Soni Dana Vollmer Jessica Hardy 3:55,23 | Australia Emily Seebohm Leisel Jones Alicia Coutts Yolane Kukla 3:56,96    | Japón Aya Terakawa Satomi Suzuki Yuka Kato Haruka Ueda 3:57,75                                   |

## Resultados en aguas abiertas

### Masculino
| Evento        | Oro                                        | Plata                                     | Bronce                                   |
| ------------- | ------------------------------------------ | ----------------------------------------- | ---------------------------------------- |
| 10 km (22.08) | Charles Peterson Estados Unidos 1:56:00,02 | Francis Crippen Estados Unidos 1:56,02,74 | Richard Weinberger · Canadá · 1:56:02,98 |

### Femenino
| Evento        | Oro                                          | Plata                                | Bronce                              |
| ------------- | -------------------------------------------- | ------------------------------------ | ----------------------------------- |
| 10 km (22.08) | Christine Jennings Estados Unidos 2:00:33,83 | Eva Fabian Estados Unidos 2:00:35,76 | Melissa Gorman Australia 2:00:56,57 |

## Medallero
| Núm. | País           | Oro | Plata | Bronce | Total |
| ---- | -------------- | --- | ----- | ------ | ----- |
| 1    | Estados Unidos | 27  | 17    | 7      | 51    |
| 2    | Australia      | 4   | 12    | 10     | 26    |
| 3    | Japón          | 2   | 4     | 5      | 11    |
| 4    | Canadá         | 2   | 2     | 6      | 10    |
| 5    | Corea del Sur  | 1   | 1     | 0      | 2     |
| 6    | Brasil         | 0   | 1     | 3      | 4     |
| 7    | China          | 0   | 0     | 2      | 2     |
| 8    | Chile          | 0   | 0     | 1      | 1     |
| 8    | Sudáfrica      | 0   | 0     | 1      | 1     |
|      | TOTAL          | 36  | 37    | 35     | 108   |